# Étoile du Sud de Foumbouni
El Étoile du Sud de Fomboni és un club de futbol de la ciutat de Foumbouni, Comores.

## Palmarès
- Lliga de Comores de futbol:[1]

1990-91, 1991-92
- Copa de Comores de futbol:[2]

1979-80